# Stigmatomma oregonense
Stigmatomma oregonense is een mierensoort uit de onderfamilie van de Amblyoponinae. De wetenschappelijke naam van de soort is voor het eerst geldig gepubliceerd in 1915 door Wheeler, W.M..